# Vrbina
Vrbina – wieś w Słowenii, w gminie Krško. W 2018 roku liczyła 1 mieszkańca.